# Wilfried Zaha
Dazet Wilfried Armel Zaha (født 10. november 1992 i Abidjan, Elfenbenskysten), almindelig kendt som Wilfried Zaha, er en fodboldspiller fra Elfenbenskysten, der spiller for den tyrkiske klub Galatasaray SK. Han startede sin fodboldkarriere i Crystal Palace, hvor han spillede fra 2002-2010, hvorefter han blev professionel, og spillede i klubben tre år mere. Herefter kom han til Manchester United, men blev hurtigt udlejet til Cardiff og slutteligt Crystal Palace, som valgte at købe ham. Wilfred Zaha har sammen med Paige Zaha en søn.

## Tidlige liv
Zaha blev født i Abidjan i Elfenbenskysten og flyttede derefter til Thornton Heath, Croydon i London med sin familie, da han var fire år gammel. Han blev uddannet på Whitehorse Manor skolen, Thornton Heath og Selsdon High School Selsdon.

## International karriere
Zaha havde muligheder for at repræsentere både det engelske landshold og det ivorianske fodboldlandshold; førstnævnte fordi han voksede op i England, og sidstnævnte fordi begge hans forældre kommer fra Elfenbenskysten.

### England (2011–2013)
D. 11. november 2012 blev Zaha indkaldt til Englands førstehold af Roy Hodgson til en venskabskamp mod Sverige d. 14. november. Han kom ind som debutant i det 83. minut for en anden debutant, Raheem Sterling. Zaha har også repræsenteret Englands U/21-landshold, for hvem han debuterede d. 29. februar 2012 mod Belgiens U/21-landshold i en 4-0 sejr, og Englands U/19-landshold. I alt nåede Zaha at repræsentere England på tværs af de forskellige landshold 17 gange med ét mål til følge.

### Elfenbenskysten (2016–)
D. 27. november 2016 kunne det ivorianske fodboldforbund bekræfte, at Zaha havde meldt til FIFA, at han ønskede at skifte landshold fra England til Elfensbenkysten.
Han var en del af Elfenbenskystens trup til Africa Cup of Nations 2017. Ligesom tilfældet var for det engelske landshold, fik Zaha også sin debut for Elfenbenskystens fodboldlandshold mod Sverige i en venskabskamp, hvor han blev indskiftet i halvlegen og lagde op til Giovanni Sios mål i en 2-1 sejr.